# Nick Rhys
Nick Rhys es un actor británico, conocido por haber interpretado a Leo Brodie en la serie River City y a Lockie Campbell en la serie Hollyoaks.

## Biografía
En el 2014 comenzó a salir con la actriz Anna Passey, sin embargo la relación finalizó más tarde.

## Carrera
El 2 de noviembre de 2010 se unió al elenco de la serie River City donde interpretó al soldado Leo Brodie, hasta el 30 de agosto de 2011, luego de que su personaje regresara con su escuadrón a Afganistán.
El 24 de octubre de 2014 se unió al elenco principal de la serie británica Hollyoaks donde interpretó a Lachlan "Lockie" Campbell, el hermano de Cameron Campbell (Cameron Moore), hasta el 19 de enero del 2016.
En el 2016 apareció como invitado en un episodio de la miniserie americana Harley and the Davidsons donde dio vida a Joe Petrali, uno de los corredores de motos de la compañía "Harley-Davidson".
El 10 de octubre del 2017 se unió al elenco recurrente de la serie médica Holby City donde interpreta a Jeremy Warren.

## Filmografía[4]

### Series de televisión
| Año         | Título                   | Personaje       | Notas                         |
| ----------- | ------------------------ | --------------- | ----------------------------- |
| 2017        | Holby City               | Jeremy Warren   | 7 episodios                   |
| 2016        | Harley and the Davidsons | Joe Petrali     | episodio "Legacy" - miniserie |
| 2014 - 2016 | Hollyoaks                | Lockie Campbell | 96 episodios                  |
| 2010 - 2011 | River City               | Leo Brodie      | 28 episodios                  |
| 2007        | Rebus                    | Daniel Carr     | episodio "Knots and Crosses"  |

### Películas
| Año  | Título                            | Personaje           | Notas                                                                                |
| ---- | --------------------------------- | ------------------- | ------------------------------------------------------------------------------------ |
| 2014 | Two Down                          | Sam                 | junto a Conleth Hill, Alex Hassell, Tori Hart, Graham Butler y Emma King             |
| 2014 | October 1                         | Rupert Winterbottom | junto a Femi Adebayo, Ademola Adedoyin, Kunle Afolayan, Abiodun Aleja y David Bailie |
| 2013 | Butterfly                         | Nick                | corto - junto a Claire Grehan                                                        |
| 2012 | Unrequited                        | Hombre              | corto - junto a Harriet Green                                                        |
| 2011 | Friday Night and Saturday Morning | Phil                | corto - junto a Olivia Chappell y Beth Godfrey                                       |